# Сільвія Мой
Сільвія Мой (26 липня 1978, Квінесдал, Норвегія) — норвезька оперна співачка (сопрано).

## Біографія
Сільвія Мой народилася 26 липня 1978 року у Квінесдалі. З 2006 року Мой працює солісткою театральної компанії «Норвезька національна опера та балет».

## Фільмографія
- Чарівна флейта (2006)

## Нагороди
- Joel Berglund stipend for young singers (2003)
- Anders Wall stipend (2004)